# Aeropuerto de La Chepona
Der Aeropuerto de La Chepona ist ein Flugplatz in El Salvador.
Die unbefestigte Start- und Landebahn mit rund 1050 Meter nutzbarer Länge hat eine Ost-West-Ausrichtung und liegt rund 18 Kilometer Luftlinie südlich der Stadt Usulután auf der Halbinsel Isla de San Sebastián. Der Flugplatz wird von der Comisión Ejecutiva Portuaria Autónoma verwaltet.
Am westlichen Ende der Piste befinden sich ein Hangar und eine Tankstelle. Der Flugplatz ist für Leichtflugzeuge zugelassen und dient zur Versorgung der Siedlung von Landarbeitern, da es keine ausgebauten Straßen in diesem Gebiet gibt. Die einzige befestigte Straße führt vom Flugplatz an der Siedlung vorbei in südlicher Richtung zu einem kleinen Hafen an der Pazifikküste.